# Irlbach

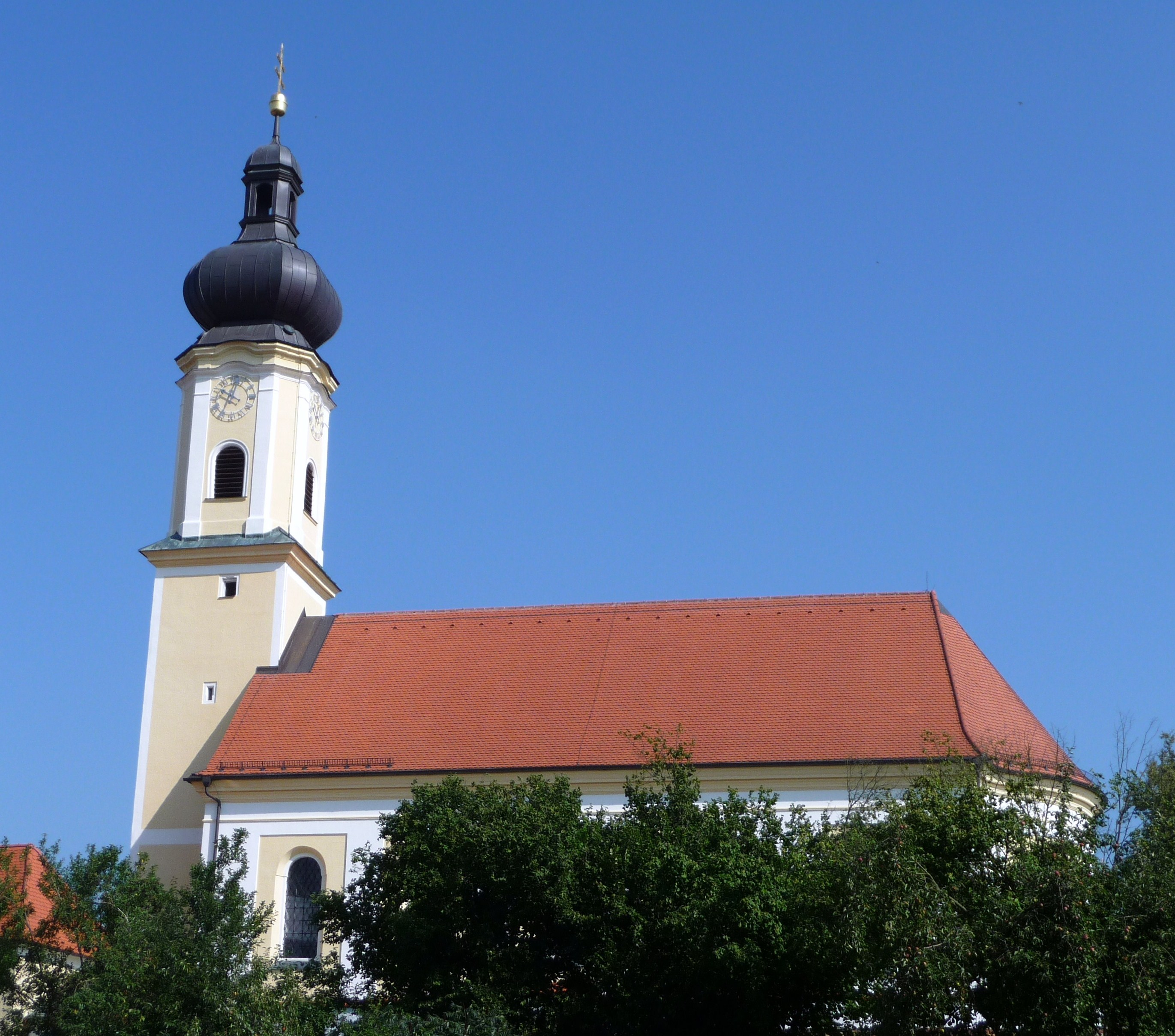
Die Pfarrkirche Mariä Himmelfahrt

Irlbach ist eine Gemeinde im niederbayerischen Landkreis Straubing-Bogen und deren Hauptort.

## Geografie
Irlbach liegt im Gäuboden in der südöstlichen Ecke des Landkreises Straubing-Bogen. Der Ort liegt an der Mündung des gleichnamigen Irlbachs am rechten Donauufer.

### Gemeindegliederung
Irlbach hat drei Gemeindeteile (in Klammern ist der Siedlungstyp angegeben):
- Entau (Dorf)
- Irlbach (Pfarrdorf)
- Sophienhof (Weiler)

Es gibt die Gemarkungen Irlbach und Amselfing.
| Gemarkung                        | Gemarkungs- schlüssel | Fläche in Hektar | Gemeindeteile auf der Gemarkung |
| -------------------------------- | --------------------- | ---------------- | ------------------------------- |
| Amselfing (nur Gemarkungsteil 1) | 5627                  | 0437,37          | Amselfing, Entau                |
| Irlbach                          | 5642                  | 1146,29          | Irlbach                         |
| Gemeinde Irlbach                 | Gemeinde Irlbach      | 1583,66          |                                 |

## Geschichte

### Bis zum 19. Jahrhundert
Zum ersten Mal ist Irlbach im Breviarius Urolfi, einer Schenkungsurkunde des Herzogs Odilo an das Kloster Niederaltaich, aus dem Jahr 741 erwähnt. Die Kirche von Irlbach war seit 1148 bis zur Aufhebung im Jahre 1803 im Besitz des Klosters Niederaltaich. Der Ort gehörte den Freiherren von Leoprechting, war Teil des Kurfürstentums Bayern und bildete eine geschlossene Hofmark, deren Sitz Irlbach darstellte. Schloss Irlbach wurde 1811 von François Gabriel de Bray erworben und war Sitz der Standesherrschaft der Familie Bray. 1818 entstand die heutige politische Gemeinde. Wegen der bis 1848 fortbestehenden Sonderrechte des Adels war sie als Patrimonialgemeinde I. Klasse dem Herrschaftsgericht Irlbach zugeordnet.

### 20. und 21. Jahrhundert
Im Zuge der Gemeindegebietsreform kam es zu heftigen Auseinandersetzungen um die Zukunft der Gemeinde. Die Regierung von Niederbayern gliederte schließlich die Gemeinde Irlbach am 1. Mai 1978 in die Gemeinde Straßkirchen ein. Eine Popularklage vor dem Bayerischen Verfassungsgerichtshof erklärte die Eingliederung der Gemeinde Irlbach am 3. November 1983 für verfassungswidrig und nichtig, Irlbach wurde wieder selbständig. Zum 1. Januar 1986 wurde dann per Gesetz die Verwaltungsgemeinschaft Straßkirchen gebildet, der Straßkirchen und Irlbach angehören.
Im Herbst 2022 wurde auf einer landwirtschaftlichen Nutzfläche auf dem Gemeindegebiet von Irlbach ein bemerkenswerter archäologischer Fund entdeckt. Im Frühjahr 2023 wurde bei einer Ausgrabung an dieser Stelle ein 4 mal 4,5 Meter großes Fürstengrab einer hochrangigen Persönlichkeit aus der Zeit des 5. Jahrhunderts v. Chr. freigelegt. Darin fanden sich einzigartige Beigaben, u. a. ein Bronzeblecheimer (Situla), der bisher einzige dokumentierte Fund in Deutschland.

### Einwohnerentwicklung
Im Zeitraum 1988 bis 2018 stagnierte bzw. erhöhte sich die Einwohnerzahl minimal von 1131 auf 1138 um 7 Einwohner bzw. um 0,6 %.
- 1961: 1054 Einwohner
- 1970: 1074 Einwohner
- 1987: 1131 Einwohner
- 1991: 1136 Einwohner
- 1995: 1164 Einwohner
- 2000: 1176 Einwohner
- 2005: 1171 Einwohner
- 2007: 1150 Einwohner
- 2008: 1158 Einwohner
- 2009: 1146 Einwohner
- 2010: 1155 Einwohner
- 2011: 1137 Einwohner
- 2012: 1145 Einwohner
- 2013: 1133 Einwohner
- 2014: 1130 Einwohner
- 2015: 1122 Einwohner

## Politik und Öffentliche Verwaltung
Die Gemeinde ist Mitglied der Verwaltungsgemeinschaft Straßkirchen.

### Bürgermeister
Erster Bürgermeister ist Armin Soller (NIWG). Er ist seit dem 1. Mai 2020 Nachfolger von Peter Bauer (SPD/UWG), welcher seit 2008 Nachfolger von Xaver Karl (Freie Wähler) war.

### Gemeinderat
Der Gemeinderat besteht aus 12 Mitgliedern. In der Amtszeit von 2020 bis 2026 hat die CSU 5 Sitze, die SPD/UWG 1 Sitz, die NIWG 5 Sitze und die FWG 1 Sitz inne.

### Gemeindefinanzen
2023 betrugen die Gemeindesteuereinnahmen 1,178 Millionen €; davon betrugen die Gewerbesteuereinnahmen (netto) 220 tsd €. Die Gesamtschulden der Gemeinde betrugen 309 tsd € und die Pro-Kopf-Verschuldung 270 €.

### Wappen
| Wappen von Irlbach | Blasonierung: „Unter von Silber und Rot schräglinks geteiltem Schildhaupt, darin im rechten Obereck ein achtstrahliger blauer Stern, und über rotem Schildfuß, belegt mit einem silbernen Wellenbalken, in Silber ein liegender grüner Erlenzweig mit drei Blättern.“ |
| Wappen von Irlbach | Wappenbegründung: Dem Gemeindewappen wurde das Familienwappen des in Irlbach ansässigen, 1474 ausgestorbenen Geschlechts der Altenburger zugrunde gelegt, das in Silber über rotem Schildfuß eine rote aus dem rechten Rand kommende Spitze zeigt. Die Tochter Dorothea des letzten Altenburgers stiftete 1469 mit ihrem Mann das Spital in Irlbach. Der aufgelegte Erlenzweig redet für den Gemeindenamen Irlbach. Der Stern verweist als Mariensymbol auf das Patrozinium der Kirche Maria Himmelfahrt. Der Wellenbalken symbolisiert den Erlbach und die Donau, die die geografische Struktur des Gemeindegebiets prägen. Dieses Wappen wird seit 1987 geführt. |

## Wirtschaft und Infrastruktur

### Wirtschaft einschließlich Land- und Forstwirtschaft
2023 gab es 133 sozialversicherungspflichtig Beschäftigte am Arbeitsort, 523 sozialversicherungspflichtig Beschäftigte am Wohnort und 10 Arbeitslose. Im verarbeitenden Gewerbe gab es keine, im Bauhauptgewerbe keine Betriebe. 2020 bestanden 14 landwirtschaftliche Betriebe mit einer landwirtschaftlich genutzten Fläche von 1986 ha.
Die Schlossbrauerei Irlbach mit 35 Mitarbeitern hat ihren Sitz in der Gemeinde.

### Verkehr
Die Ortsstraßen haben eine Länge von 9,866 km, davon ausgebaut 9,747 km. Die Gemeindeverbindungsstraßen sind 7,150 km lang, davon ausgebaut 7,150 km. Die Feldwege im Gemeindegebiet insgesamt messen 54,785 km, davon in der Flur Irlbach 29,198 km und in der Flur Amselfing für die Ortsteile Entau und Sophienhof 15,590 km.

### Bildung
Es gibt folgende Einrichtungen (Stand: 1. Januar 2023):
- Kindergärten: 50 genehmigte Kindergartenplätze mit 32 Kindern von 2–6 Jahren (Stand 2019); eingeteilt sind die Kinder in die Vorschulgruppe, die Mittleren und die Bambini I und Bambini II Gruppe.

Träger des Kindergartens ist die Spitalstiftung Irlbach.
- Volkshochschule (VHS) Strasskirchen-Irlbach: In den Veranstaltungsorten Rathaus Irlbach und Begegnungshaus Irlbach finden regelmäßig Veranstaltungen der VHS Straubing-Bogen statt, vor allem Yoga und Body-Styling.

Träger der VHS Straubing-Bogen ist der Landkreis Straubing-Bogen.

## Ehrenbürger
- Hippolyt Graf von Bray-Steinburg (1842–1913), verliehen am 13. August 1911
- Georg Steininger (1905–1996), Altbürgermeister, verliehen am 22. März 1985
- Rudolf Berger (1918–1987), ehemaliger Bürgermeister, verliehen am 5. Juni 1987
- Adalbert Freiherr von Poschinger-Bray (1912–2001), verliehen am 27. August 1990
- Johann Gütlhuber (1934–2013), Ehrenvorsitzender des Spiel- und Sportfördervereins Irlbach, verliehen am 10. Juni 2002

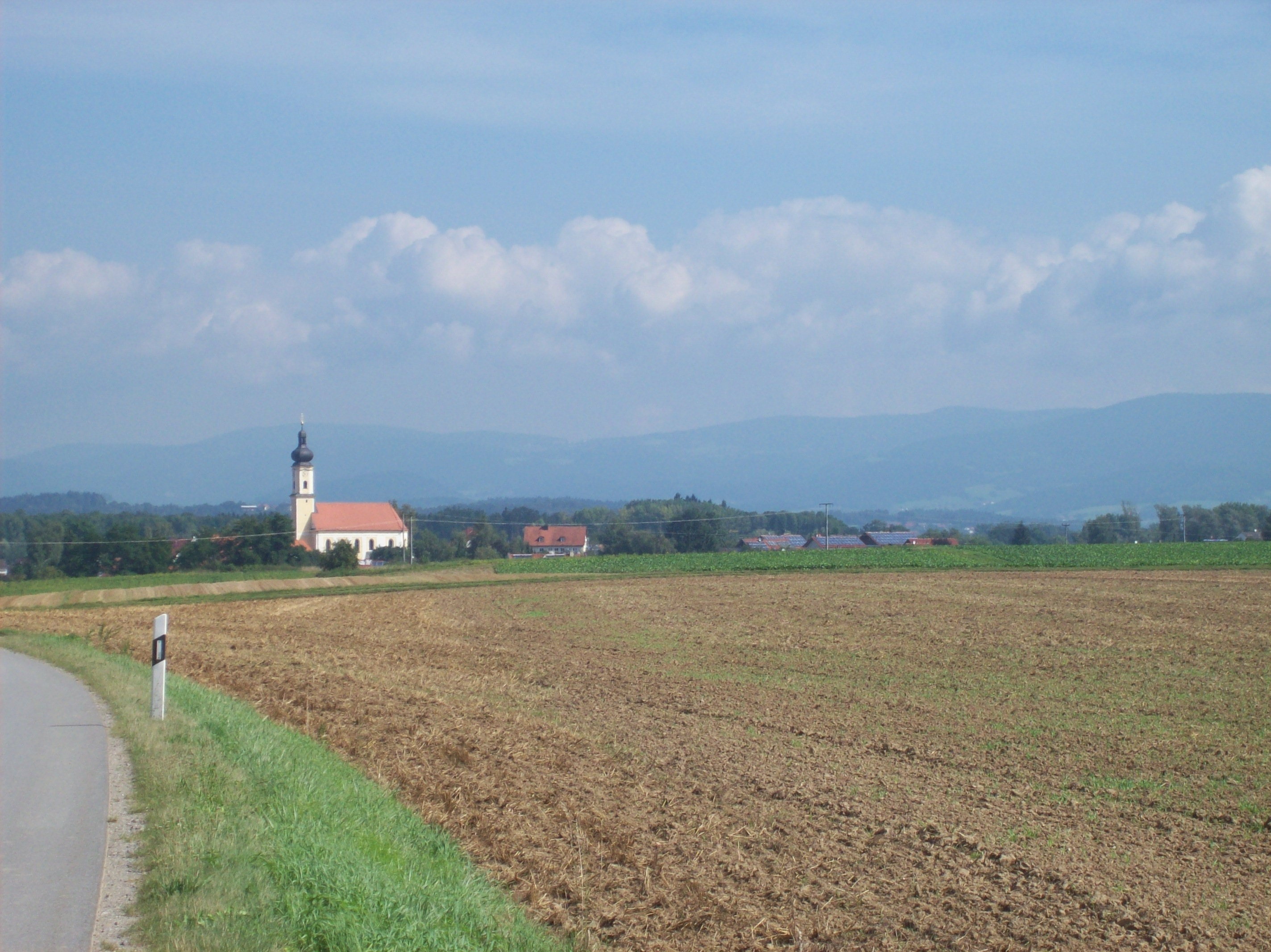
Ansicht von Süden
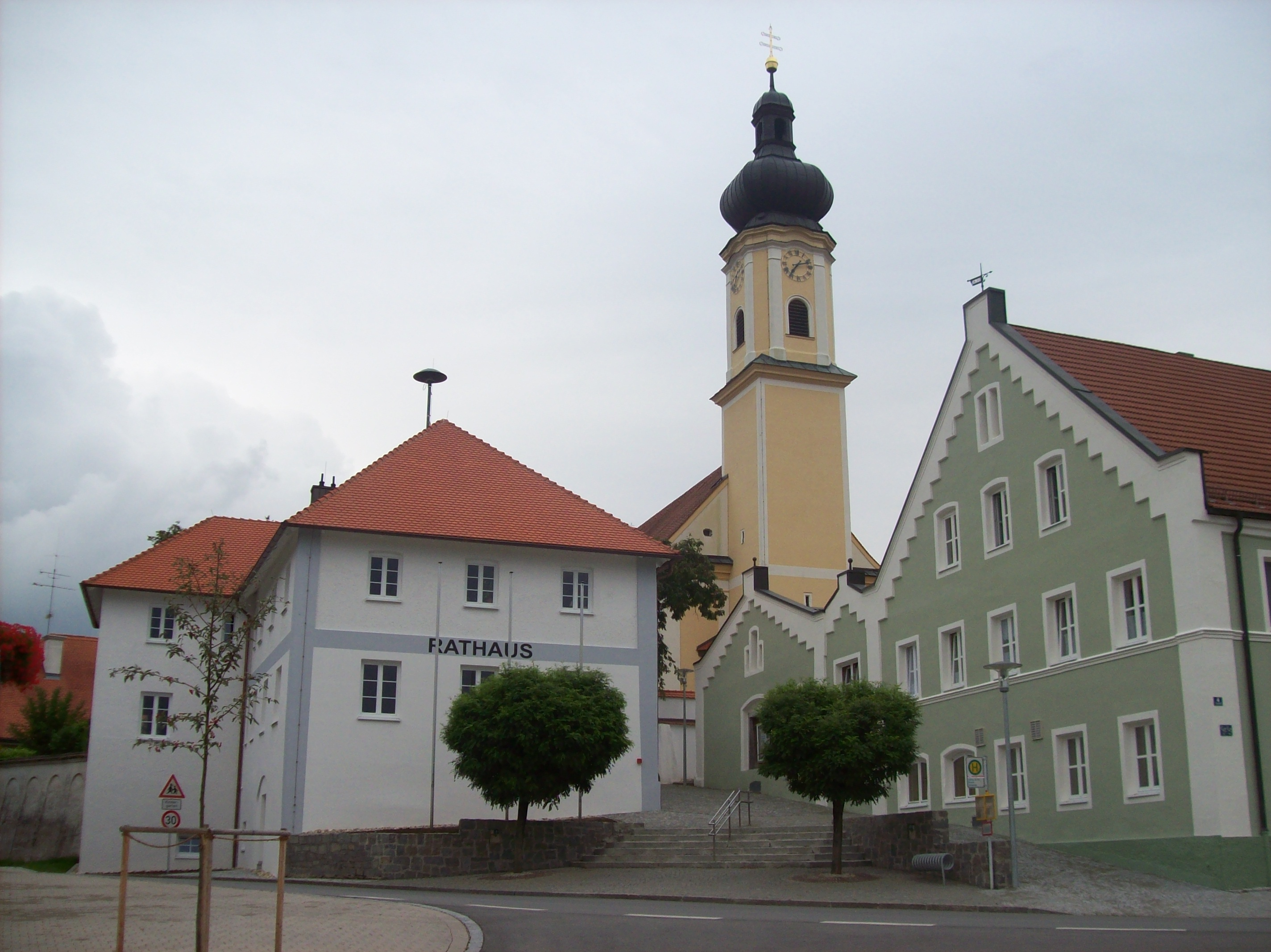
Rathaus und Kirche
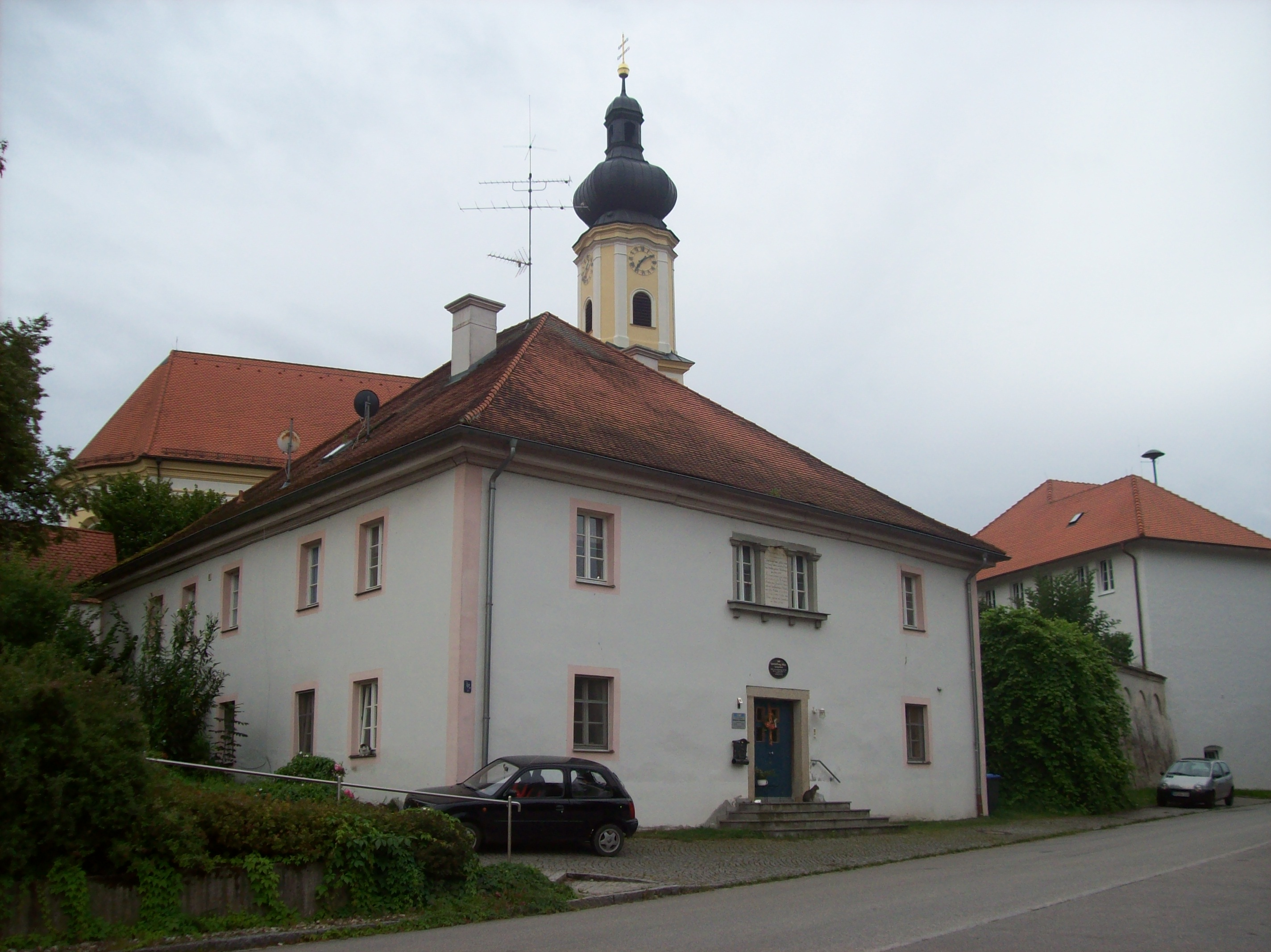
Spital von 1469
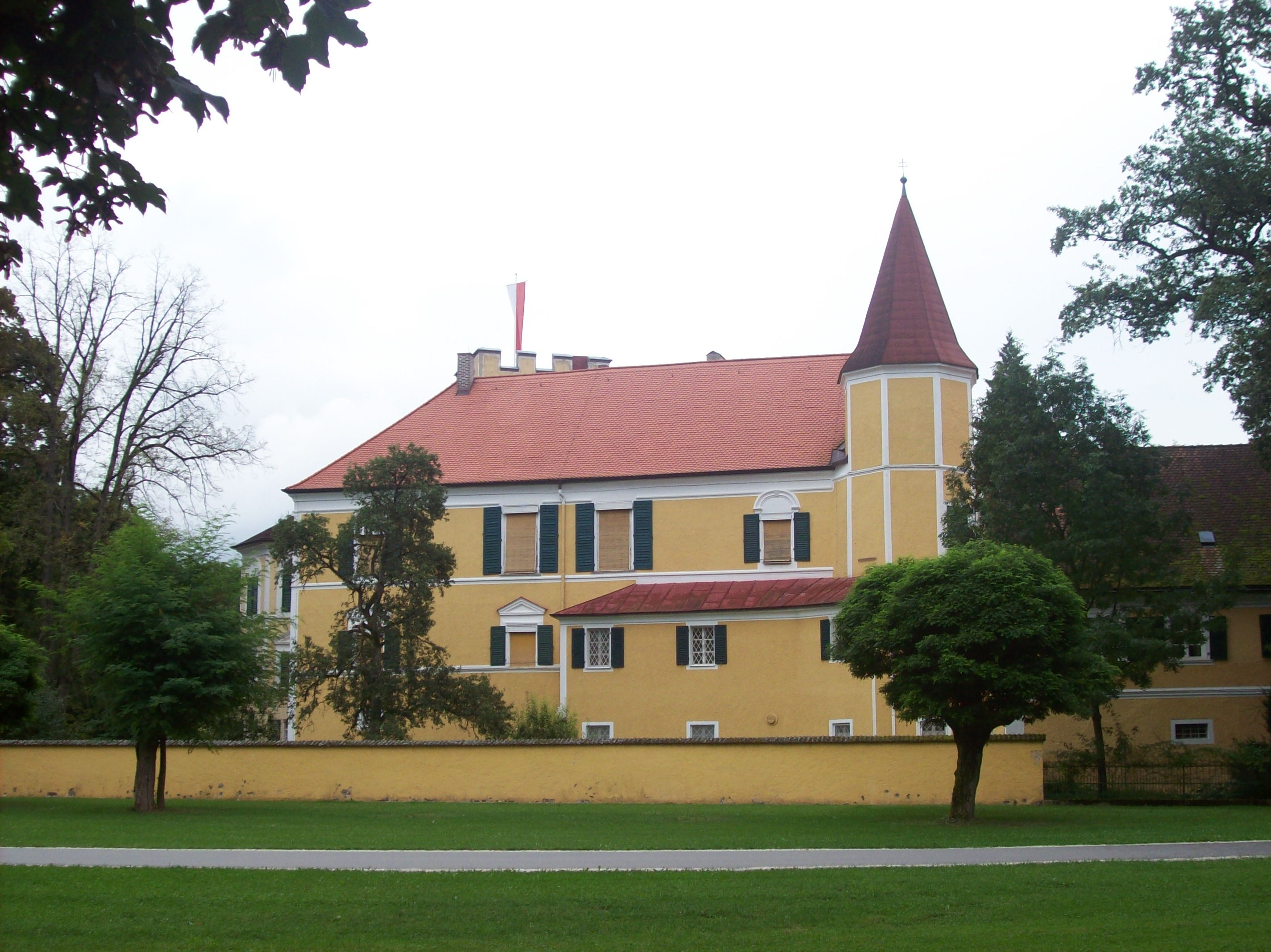
Teil der Schlossanlage
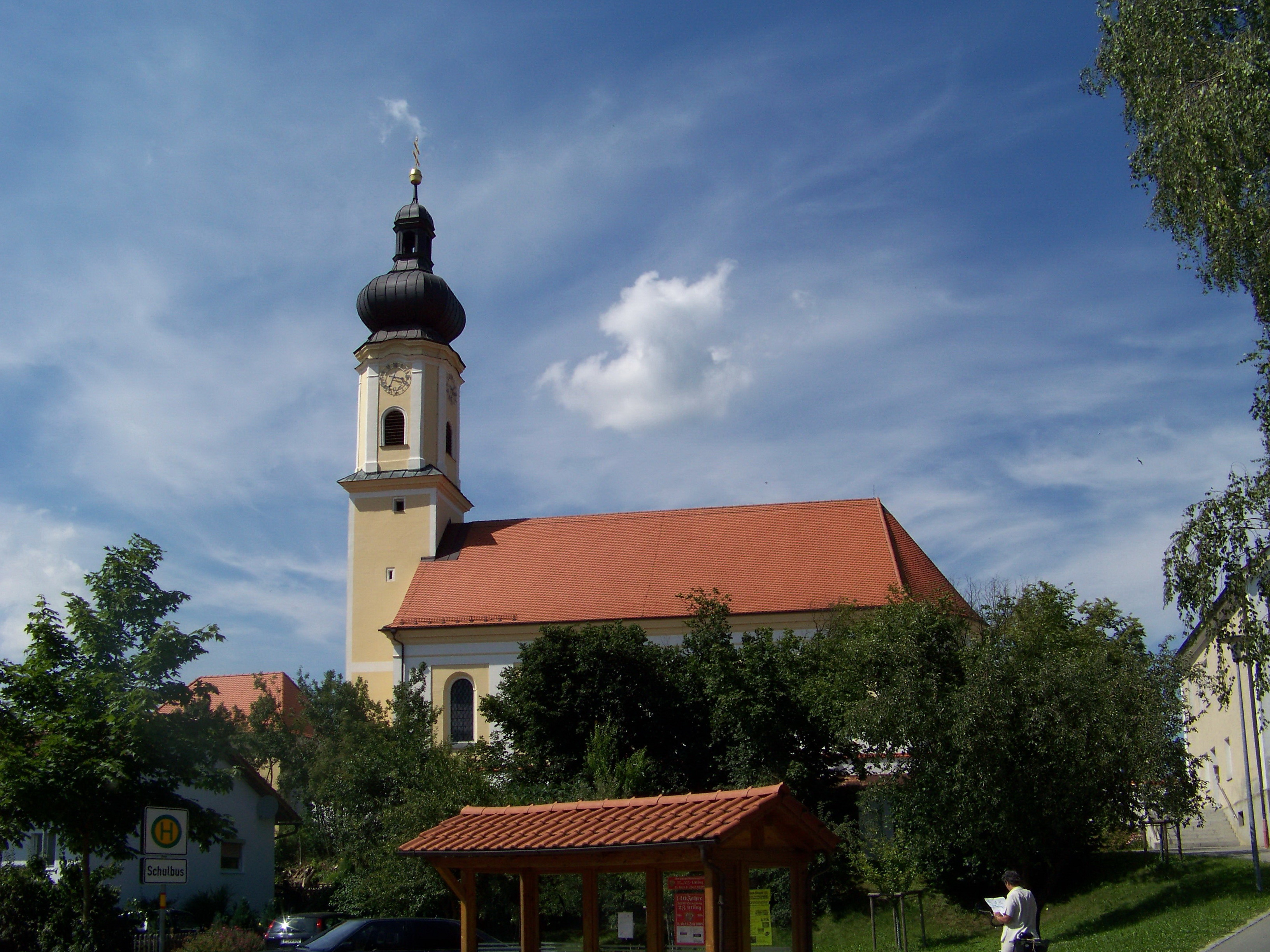
Kirche Mariä Himmelfahrt